# Giant Drag
Giant Drag é uma banda californiana de indie rock liderada pela vocalista e guitarrista Annie Hardy.
Criada em 2003, o Giant Drag era um duo formado por Annie e pelo baterista/sintetizador Micah Calabrese. Em 2004 ele deixou a banda e foi substituído por Eli Smith até 2005, quando retornou à banda, vindo a sair novamente no fim de 2006. Por conta disso, Annie declarou em sua página no MySpace que a banda consiste nela e "quem mais se sentir à vontade para fazê-lo".
O grupo é freqüentemente comparado a outros como My Bloody Valentine, Mazzy Star, The Breeders ou PJ Harvey, embora os membros da banda não concordem.
Lançaram um EP chamado Lemona e o álbum Hearts and Unicorns. As letras das canções das banda normalmente possuem um toque de humor negro e nos concertos a vocalista Annie costuma fazer monólogos engraçados entre uma canção e outra.
Durante apresentações em 2006, a banda fez um fez um cover de "Wicked Game" do cantor Chris Isaak. Annie Hardy começa a canção com uma introdução dizendo que escreveu a canção para Chris quando tinha oito anos e que ele a roubou, o que ela só soube mais tarde, ao ver  "sua" canção na MTV. Em 2007, a canção foi trilha sonora para as propagandas do seriado de televisão Nip/Tuck.

## Discografia
- Lemona (2003, Wichita Recordings)
- Hearts and Unicorns (2005, Kickball Records)

## Videografia
- "This Isn't It" - dirigido por G.J. Echternkamp
- "Kevin Is Gay" - dirigido por G.J. Echternkamp